# Districtul Touggourt
Touggourt este un district din provincia Ouargla, Algeria.